# Apocalipsis 20
Apocalipsis 20 es el vigésimo capítulo del Libro del Apocalipsis o Apocalipsis de Juan en el Nuevo Testamento de la  Biblia Cristiana. El libro se atribuye tradicionalmente a Juan el Apóstol, pero la identidad exacta del autor sigue siendo un punto de debate académico. Este capítulo contiene el notable relato del «Milenio» y el juicio de los muertos.

## Texto
El texto original fue escrito en griego koiné. Este capítulo está dividido en 15 Versículos.

### Testigos textuales
Algunos manuscritos antiguos que contienen el texto de este capítulo son, entre otros:
- Codex Sinaiticus (330-360 d. C.)
- Codex Alexandrinus (400-440)